# Unione Sportiva Cecina 1939-1940
Questa voce raccoglie le informazioni riguardanti l'Unione Sportiva Cecina nelle competizioni ufficiali della stagione 1939-1940.

## Rosa
| N. |                   | Ruolo | Calciatore        |
| -- | ----------------- | ----- | ----------------- |
|    | Italia (bandiera) | A     | Azelio Bonsignori |
|    | Italia (bandiera) | A     | Mario Cecchi      |
|    | Italia (bandiera) | A     | Osvaldo Cini      |
|    | Italia (bandiera) | A     | E. Chiellini      |
|    | Italia (bandiera) | C     | Giovanni Civili   |
|    | Italia (bandiera) | A     | Alessandro Corsi  |
|    | Italia (bandiera) | D     | Ranieri Corsini   |
|    | Italia (bandiera) | A     | Giovanni Faccenda |
|    | Italia (bandiera) | P     | Ugo Falorni       |
|    | Italia (bandiera) | D     | Otello Fastami    |
|    | Italia (bandiera) | A     | Vito Ferretti     |
|    | Italia (bandiera) | A     | M. Fini           |
|    | Italia (bandiera) | C     | Mario Formichini  |

| N. |                   | Ruolo | Calciatore         |
| -- | ----------------- | ----- | ------------------ |
|    | Italia (bandiera) | A     | G. Genovesi        |
|    | Italia (bandiera) | P     | Danilo Manzani     |
|    | Italia (bandiera) | D     | D. Mariti          |
|    | Italia (bandiera) | C     | Riccardo Mastalli  |
|    | Italia (bandiera) | A     | N.G. Pagni         |
|    | Italia (bandiera) | D     | Ivo Paoletti       |
|    | Italia (bandiera) | A     | Sauro Pasquinelli  |
|    | Italia (bandiera) | D     | Frugolino Perfetti |
|    | Italia (bandiera) | D     | Mario Raffaelli    |
|    | Italia (bandiera) | C     | Ilio Sani          |
|    | Italia (bandiera) | C     | M. Simoni          |
|    | Italia (bandiera) | A     | Ferrero Tossio     |